# Nesticus sheari
Espèce
Nesticus sheari est une espèce d'araignées aranéomorphes de la famille des Nesticidae.

## Distribution
Cette espèce est endémique des États-Unis. Elle se rencontre en Caroline du Nord dans les comtés de Graham et de Cherokee, en Géorgie dans les comtés de Fannin et d'Union et au Tennessee dans les comtés de Loudon, de Polk et de Monroe,.

## Description
Le mâle holotype mesure 2,40 mm et la femelle 1,80 mm.

## Systématique et taxinomie
Cette espèce a été décrite par Gertsch en 1984.

## Étymologie
Cette espèce est nommée en l'honneur de William A. Shear.

## Publication originale
- Gertsch, 1984 : « The spider family Nesticidae (Araneae) in North America, Central America, and the West Indies. » Bulletin of the Texas Memorial Museum, vol. 31, p. 1-91 (texte intégral).